# Ludmiła Murawjowa
Ludmiła Nikołajewna Murawjowa (ros. Людмила Николаевна Муравьёва, ur. 10 listopada 1940 w Moskwie) – radziecka lekkoatletka, dyskobolka, medalistka mistrzostw Europy.
Zajęła 9. miejsce w rzucie dyskiem na igrzyskach olimpijskich w 1968 w Meksyku.
Na mistrzostwach Europy w 1969 w Atenach zdobyła srebrny medal w tej konkurencji za swą rodaczką Tamarą Daniłową.
Na kolejnych mistrzostwach Europy w 1971 w Helsinkach ponownie stanęła na podium zdobywając brązowy medal. Zajęła 8. miejsce na igrzyskach olimpijskich w 1972 w Monachium.
Była mistrzynią ZSRR w latach 1967–1969.